# Маренич Григорій Олексійович
Григорій Олексійович Маре́нич (нар. 1836, Полтавська губернія — пом. 1918, Петроград) — український і російський композитор і музичний педагог.

## Біографія
Народився 1836 року в Полтавській губернії. У 1866 році закінчив Петербурзьку консерваторію. Впродовж 1872—1909 років її викладач (з 1883 року професор). Помер у 1918 році в Петрограді.

## Творчість
Писав церковні композиції, твори для дітей:
- «Триголосі хорові пісні для школи»;
- «Пісні для школи дитячі й народні» (для фортепіано);
- вокальні твори.

Автор музикознавчих праць:
- «Практичний курс елементарного співу»;
- «Про початкове навчання співу» (1884).